# Eustenancistrocerus spinosissimus
Eustenancistrocerus spinosissimus är en stekelart som beskrevs av Gusenleitner 2000. Eustenancistrocerus spinosissimus ingår i släktet Eustenancistrocerus och familjen Eumenidae. Inga underarter finns listade i Catalogue of Life.